# Міжнародна наукова премія імені Віктора Амбарцумяна
Міжнародна наукова премія імені Віктора Амбарцумяна (вірм. Վիկտոր Համբարձումյանի անվան միջազգային գիտական մրցանակ) — одна з престижних нагород у галузі астрономії, астрофізики, а також суміжних з ними галузях фізики та математики. Отримала назву на честь видатного астрофізика XX століття, академіка АН СРСР, двічі Героя Соціалістичної Праці Віктора Амазасповича Амбарцумяна. Її вручає президент Вірменії один раз на два роки.

## Основні відомості

### Історія
Міжнародна наукова премія імені Віктора Амбарцумяна є однією з найважливіших нагород у галузі астрономії, астрофізики і в суміжних з ними галузях фізики і математики. Премію заснував 16 квітня 2009 року президент Вірменії Серж Саргсян. Премію отримують видатні вчені будь-якої національності, які зробили значний внесок у галузі астрофізики і в тих суміжних галузях фізики і математики, які пов'язані з науковою діяльністю академіка Віктора Амбарцумяна. Премія становить 500000 доларів США і вручається один раз на два роки, починаючи з 2010 року.

### Відбір кандидатів
Згідно з положенням про присудження міжнародної наукової премії імені академіка В. А. Амбарцумяна право висувати роботи на премію мають такі особи:
1. Лауреати Нобелівської премії.
2. Президії національних академій наук.
3. Вчені ради обсерваторій.
4. Відповідні ради кафедр університетів.

Висувати вченого на здобуття премії не дозволено в тому випадку, якщо представленій роботі вже присудили іншу велику міжнародну премію або представлену роботу одночасно висунули на здобуття іншої великої міжнародної премії. Кандидатів відбирає Міжнародна комісія, у складі якої 9 осіб. 1⁄3 складу Комісії оновлюється один раз на два роки. Комісія визначає лауреатів таємним голосуванням.

#### Члени Міжнародної комісії
Членами Міжнародної комісії є:
1. Радик Мартиросян (голова) — президент Національної академії наук Республіки Вірменія, академік НАН РВ, доктор фізико-математичних наук 
 ( Вірменія).
2. Геннадій Семенович Бісноватий-Коган — член вченої ради Інституту космічних досліджень РАН, доктор фізико-математичних наук ( Росія).
3. Катрін Сезарскі — президент Міжнародного астрономічного союзу (2006–2009), доктор філософії з астрономії ( Франція).
4. Норіо Каїфу — президент Міжнародного астрономічного союзу, доктор наук ( Японія).
5. Мішель Майор — почесний професор Женевського університету, доктор філософії з астрономії ( Швейцарія) .
6. Ваге Петросян — професор Стенфордського університету ( США).
7. Мартін Ріс — президент Лондонського королівського товариства (2005–2010) ( Велика Британія).
8. Ерванд Терзян — професор Корнельського університету, доктор філософії з астрономії ( США).
9. Роберт Вільямс — співробітник Інституту досліджень космосу за допомогою космічного телескопа ( США).

### Нагородження
Міжнародну наукову премію імені Віктора Амбарцумяна вручають у день народження академіка Віктора Амбарцумяна, 18 вересня, кожного парного року на Загальних зборах Національної академії наук Республіки Вірменія, які скликають заради цього. Лауреати премії отримують грошову винагороду, диплом лауреата, почесний знак (медаль) та посвідчення до нього. Премію вручає Президент Вірменії. Лауреати не мають право отримати премію повторно.

### Статистика
До 2014 року присуджено 5 премій, поділених між вісьмома лауреатами. Дві премії отримали громадяни Російської Федерації і по одній — громадяни Швейцарії, Іспанії, Португалії, Естонії, Німеччині і США. Серед лауреатів премії двоє — вірменського походження.

## Список лауреатів

### 2010-ті роки
| Рік  | Портрет                     | Країна, лауреат              | Обґрунтування нагороди | #      |
| ---- | --------------------------- | ---------------------------- | --- | ------ |
| 2010 | Мішель Майор                | Мішель Майор (1⁄3 премії)    | За їхній важливий внесок у вивчення зв'язку між планетними системами та їх зорями Оригінальний текст (англ.) For their important contribution in the study of relation between planetary systems and their host stars | [ 9 ]  |
| 2010 | Гарік Ісраелян (1⁄3 премії) |                              | За їхній важливий внесок у вивчення зв'язку між планетними системами та їх зорями Оригінальний текст (англ.) For their important contribution in the study of relation between planetary systems and their host stars | [ 9 ]  |
| 2010 | Нуну Сантос (1⁄3 премії)    |                              | За їхній важливий внесок у вивчення зв'язку між планетними системами та їх зорями Оригінальний текст (англ.) For their important contribution in the study of relation between planetary systems and their host stars | [ 9 ]  |
| 2012 | Яан Ейнасто                 | Яан Ейнасто (1⁄2 премії)     | За його фундаментальний внесок у справу відкриття темної матерії та космічної мережі Оригінальний текст (англ.) For his fundamental contributions to the discovery of dark matter and the cosmic web | [ 10 ] |
| 2012 |                             | Ігор Новиков (1⁄2 премії)    | За його новаторське формулювання про те, як підтвердити експериментально, що Всесвіт утворився як гарячий Всесвіт, і за пропозицію методу визначення маси квазарів Оригінальний текст (англ.) For his pioneering formulation how to confirm observationally that our Universe started as a hot Universe, and for proposing the method for determination of quasar masses                             | [ 10 ] |
| 2014 |                             | Фелікс Агаронян (1⁄2 премії) | За видатний внесок у галузь астрофізики високих енергій і фізики космічних прискорювачів, і за провідну роль у розвитку стереосистеми черенковських телескопів Оригінальний текст (англ.) For “outstanding contributions to the field of high energy astrophysics and to the physics of cosmic accelerators, and leading role in the development of the stereoscopic system of Cherenkov telescopes” | [ 11 ] |
| 2014 |                             | Ігор Караченцев (1⁄4 премії) | За їхній фундаментальний внесок у космологію локального Всесвіту Оригінальний текст (англ.) For “their fundamental contribution in the cosmology of the Local Universe” | [ 11 ] |
| 2014 | Брент Таллі (1⁄4 премії)    |                              | За їхній фундаментальний внесок у космологію локального Всесвіту Оригінальний текст (англ.) For “their fundamental contribution in the cosmology of the Local Universe” | [ 11 ] |